# Morgan City (Luisiana)
Morgan City es una ciudad ubicada en la parroquia de St. Mary en el estado estadounidense de Luisiana. En el Censo de 2010 tenía una población de 12404 habitantes y una densidad poblacional de 768,36 personas por km².

## Geografía
Morgan City se encuentra ubicada en las coordenadas 29°42′36″N 91°11′29″O / 29.71000, -91.19139. Según la Oficina del Censo de los Estados Unidos, Morgan City tiene una superficie total de 16.14 km², de la cual 15.49 km² corresponden a tierra firme y (4.03%) 0.65 km² es agua.

## Demografía
Según el censo de 2010, había 12404 personas residiendo en Morgan City. La densidad de población era de 768,36 hab./km². De los 12404 habitantes, Morgan City estaba compuesto por el 67.3% blancos, el 23.56% eran afroamericanos, el 1.15% eran amerindios, el 1.81% eran asiáticos, el 0.12% eran isleños del Pacífico, el 4.18% eran de otras razas y el 1.89% pertenecían a dos o más razas. Del total de la población el 7.79% eran hispanos o latinos de cualquier raza.